# Giuse Lý Liên Quý
Giuse Lý Liên Quý (tiếng Trung: 李連貴, Joseph Li Lian-gui; sinh 1964) là một giám mục người Trung Quốc của Giáo hội Công giáo Rôma. Ông hiện đảm nhận cương vị Giám mục Chánh tòa Giáo phận Hiến Huyện. Chính quyền Trung Quốc cũng công nhận ông với chức vụ Giám mục Thương Châu.

## Tiểu sử
Giuse Lý Liên Quý sinh ngày 26 tháng 1 năm 1964, trong một gia đình Công giáo nhiệt thành ở Hiến Huyện, tỉnh Hà Bắc (Trung Quốc). Sau thời gian tu học, ngày 19 tháng 3 năm 1991, ông được thụ phong chức linh mục, khi mới 27 tuổi. Sau khi thụ phong, ông từng được bổ nhiệm làm Tu viện trưởng Tu viện Giáo phận Hiến Huyện, Phó viện trưởng thường vụ Học viện Thần học tỉnh Hà Bắc.
Về phía Tòa Thánh Vatican, Giáo phận Hiến Huyện đã ở trong tình trạng trống tòa kể từ sau khi Phaolô Lý Chấn Vinh, S.J. qua đời năm 1992. Phía chính quyền Trung Quốc từ năm 1981 gọi giáo phận này là Giáo phận Thương Châu, và cũng ở trong tình trạng không có giám mục cai quản từ sau khi giám mục bất hợp thức Phêrô Hầu Kinh Văn đột ngột qua đời do tai nạn giao thông cuối năm 1999. Linh mục Giuse Lý Liên Quý được giao việc chủ trì giáo vụ giáo phận.
Phía Tòa Thánh sau đó cũng công bố quyết định chọn linh mục Giuse Lý Liên Quý làm Giám mục Chánh tòa Giáo phận Hiến Huyện. Chính quyền Trung Quốc cũng đồng thuận với quyết định này. Lễ tấn phong giám mục của ông được tổ chức ngày 20 tháng 3 năm 2000, do vị giám mục bất hợp thức đã hồi hưu Gioan Lưu Định Hán làm chủ lễ. Khẩu hiệu giám mục của ông là: Omnia possibilia apud Deum (在主内一切都是可能的). Cũng trong năm này, ông được bầu làm Phó chủ tịch Hội nghị Hiệp thương Chính trị Nhân dân của Hiến huyện.
Ngày 30 tháng 11 năm 2006, ông cùng với giám mục Phêrô Phong Tân Mão tham gia lễ thụ phong của giám mục bất hợp thức Gioan Vương Nhân Lôi.